# Главна дирекция „Жандармерия, специални операции и борба с тероризма“
Главна дирекция „Жандармерия, специални операции и борба с тероризма“ е дирекция на Министерството на вътрешните работи.

## История

### 1881 – 1944
Жандармерията е създадена на 26 юли 1881 г. с указ № 627 на княз Александър Батенберг, в който се утвърждава Привременния устав за устройството на жандармерията, като тя е поставена в рамките на Министерството на войната. От 1882 г. е преименувана на Драгунски корпус. След края на Първата световна война и тежките условия, поставени на България и нейната армия жандармерията е закрита. Създадена е наново през 1920 г. от Александър Стамболийски, който предлага, а Народното събрание приема първия закон за жандармерията. През февруари 1944 г. е приет нов закон за държавната жандармерия, като една от целите ѝ е да се бори срещу партизаните. След преврата от 9 септември 1944 г. тя е разпусната.

### 1948 – 1997
Създадена е наново през 1948 г. като специализирано поделение с цел осигуряване на охрана на важни обекти под името Вътрешни войски. През 1961 г. са разформировани.
Създадени са отново с решение „Б“ № 4 на Политбюро на ЦК на БКП от 15 януари 1985 г., както и с постановление № 4 на Министерския съвет от 29 януари 1985 г. като специализиран род войска. Целта на войската е „борбата с диверсионно – разузнавателни формирования на територията на страната, местни вражески и терористични групи, охрана и отбрана на особено важни обекти и тилови военнопленнически лагери, осигуряване на обществения ред и др.“ На практика те са използвани главно за поддържане на реда в районите с турско население по време на т.нар. „Възродителен процес“.

### 1997 – 2006
През 1997 се правят промени в закона на МВР и Национална служба „Вътрешни войски“ се преобразува в Национална служба „Жандармерия“. Основните ѝ цели остават охранителна и оперативно-издирвателна служба на МВР за охрана на стратегически и особено важни обекти, борба с терористични и диверсионни групи, охрана на обществения ред и борба с престъпността. От 1 октомври 2004 г. службата е напълно професионализирана. На 9 февруари 2006 г. се приема промяна в Закона на МВР и Националната служба става Главна дирекция „Жандармерия“, част от Национална служба „Полиция“. От 22 юли 2008 г. съгласно Закона за изменение и допълнение на Закона за МВР се преобразува в Дирекция „Жандармерия“, част от Главна дирекция „Национална полиция“. По-късно е преименувана на дирекция „Специализирани полицейски сили“, част от Главна дирекция „Охранителна полиция“. Професионалния празник на жандармерията е 26 юли. Състои се 8 зонални жандармерийски управления.
През 2020 г. Народното събрание гласува промяна в Закона на МВР, според, която жандармерията и Специализирания отряд за борба с тероризма се обединяват в нова структура, която освен старите функции ще включва и охрана на държавни лица. С тази промяна дирекцията приема името „Жандармерия, специални операции и борба с тероризма“ и трябва да стане главна дирекция.

## Структура
- Зонално жандармерийско управление София
- Зонално жандармерийско управление Плевен
- Зонално жандармерийско управление Пловдив
- Зонално жандармерийско управление Монтана
- Зонално жандармерийско управление Кърджали
- Зонално жандармерийско управление Бургас
- Зонално жандармерийско управление Варна
- Зонално жандармерийско управление Русе

## Наименования
- Жандармерия – 26 юли 1881 – 1882
- Драгунски корпус – 1882 – ?
- Жандармерия – 1920 – 10 септември 1944
- Управление „Вътрешни войски“ – под. 0850 (1948 – 1961)
- Управление на Вътрешни войски – София – под. 72300 (1985 – 1990)
- Управление на войски на Министерството на вътрешните работи (1990 – 1991) (включва и Гранични войски)
- Управление на Вътрешни войски (1991 – 1993)
- Национална служба „Вътрешни войски“ (до 1997)
- Национална служба „Жандармерия“ – 1997 – 9 февруари 2006
- Главна дирекция „Жандармерия“ – Национална служба „Полиция“ (9 февруари 2006 – 22 юли 2008)
- Дирекция „Жандармерия“ – Главна дирекция „Национална полиция“ (22 юли 2008 – 2012)
- Дирекция „Специализирани полицейски сили“ – Главна дирекция „Национална полиция“ (2012 – 2014)
- Дирекция „Жандармерия“ – Главна дирекция „Национална полиция“ (2014 – 2020)
- Главна дирекция "Жандармерия, специализиран отряд за борба с тероризма" (2020 - )

## Командири/директори

### Командири
- полковник Александър Кисьов – 1919 – 1930
- полковник Никола Станимиров след 9 юни 1923
- полковник Гурко Мархолев
- генерал-майор Сотир Маринков от 31 януари 1931

### Командири на Вътрешни войски
- Васил Балевски 1948
- генерал-майор Димитър Гилин – до 1955
- генерал-майор Стефан Ангелов – 1 март 1990 – юли 1991 (началник на Войските на МВР)
- Полковник Стойно Петков до септември 1996
- Полковник Стоян Михнев от септември 1996, временно изпълняващ длъжността за 1 г.

### Директори
- полковник Румен Миланов 25 март 1999 – 10 май 2000
- полковник (генерал-майор) Живко Живков 24 юли 2000 – 2008
- старши комисар Георги Златков 2008 – 2014 г.
- старши комисар Красимир Добрев – от 2016 – 27 май 2021 г.
- главен комисар Тодор Гребенаров от 27 май 2021 г. – 3 септември 2024
- главен комисар Николай Николов от 3 септември 2024 г., временно изпълняващ длъжността